# Delena
Delena az Amerikai Egyesült Államok északnyugati részén, Oregon állam Columbia megyéjében, a U.S. Route 30 mentén elhelyezkedő önkormányzat nélküli település.
A posta megszakításokkal 1892. április 22-e és 1922. március 15-e között működött. Lincoln J. Meserve volt az első a kilenc hivatalvezető közül.
Az Oregon Geographic Names a név eredetére három magyarázatot írt le: egy mitológiai alak, akit Meserve egy könyvben fedezett fel; valamely családtagja; esetleg egy nebraskai település. 1947-ben Meserve fivére, W. N. Meserve a kiadvány szerkesztőjének elmondta, hogy a név mitológiai eredetű, Nebraskában pedig a könyv szerkesztője nem talált Delena nevű helységet.

## Fordítás
- Ez a szócikk részben vagy egészben  a   Delena, Oregon című angol Wikipédia-szócikk ezen változatának fordításán alapul.  Az eredeti cikk szerkesztőit annak laptörténete sorolja fel. Ez a jelzés csupán a megfogalmazás eredetét és a szerzői jogokat jelzi, nem szolgál a cikkben szereplő információk forrásmegjelöléseként.